# Griswold v. Connecticut
Griswold v. Connecticut, 381 U.S.  479 (1965), est une décision de justice importante aux États-Unis. La Cour suprême des États-Unis déclara que la constitution américaine protégeait le droit à la vie privée.  Le jugement portait sur une loi de l'état du Connecticut la Comstock law qui interdisait toute personne d'utiliser « des drogues, des articles médicinaux ou des instruments dans le but d'empêcher la conception ». 
La Cour a statué que la loi était inconstitutionnelle par l'effet consistant à nier aux citoyens défavorisés l’accès à une assistance médicale et à des informations à jour concernant les méthodes appropriées de contrôle des naissances. 
Par un vote de sept voix contre deux obtenu le 7 juin 1965, la cour suprême invalide cette loi en estimant qu'elle violait le droit à l'intimité conjugale, établissant ainsi le fondement du droit à la vie privée. Dans ce cas et dans d’autres, le droit à la vie privée est un droit de « protection contre l’intrusion gouvernementale ».
L'opinion majoritaire rédigée par le juge William O. Douglas, au lieu d’essayer de justifier le droit à la vie privée conjugale dans le cadre d’une procédure régulière sur le fond, déclare que le droit à la vie privée conjugale était implicite dans les dispositions spécifiques de la Déclaration des droits, telles que celles des premier, troisième, quatrième et cinquième amendements. Il faisait référence à des affaires antérieures où la Cour avait conclu à des libertés individuelles qui étaient protégées par la Constitution bien qu’elles ne soient pas spécifiquement énumérées dans celle-ci.

## Contexte
En 1961,  Estelle Griswold et C. Lee Buxton ouvrent un centre de planning familial qui accueille de nombreuses jeunes femmes. Ils sont poursuivis par l'état du Connecticut car ils violent la loi Comstock Act qui interdit la délivrance de toute substance ou matériel pouvant empêcher la fécondation. Ils sont condamnés à une amende de 100$ chacun. Estelle Griswold fait appel de la décision de la cour du Connecticut devant la cour suprême des États-Unis qui en 1965 rend un arrêt en sa faveur en expliquant que la loi du Connecticut est contraire au 5e, 9e et 14e amendements.

## Suites
La décision de la cour suprême a été utilisée pour d'autres jugements : le droit à la contraception pour les couples non-mariés en 1972, le droit à l'avortement pour toutes les femmes en 1973 et le droit aux rapports homosexuels en 2003. Ce dernier jugement est lié à l'affaire Griswold car dans celle-ci la cour suprême invalidait la loi du Connecticut en faisant référence au droit à l'intimité. C'est ce même droit qui amène la Cour suprême à déclarer inconstitutionnelle une loi texane qui interdisait les rapports intimes entre personnes du même sexe.